# A Thief Catcher
A Thief Catcher es una película muda estadounidense de un rollo estrenada el 19 de febrero de 1914, producida por Mack Sennett para Keystone Studios, dirigida por Ford Sterling y protagonizada por Sterling, Mack Swain, Edgar Kennedy y Charles Chaplin como policía.
Se pensaba que la película estaba perdida y la aparición de Chaplin en el filme era desconocida hasta que una copia fue descubierta en 2010 en una venta de antigüedades en Míchigan, Estados Unidos.